# 山口県道134号秋掛錦線
山口県道134号秋掛錦線（やまぐちけんどう134ごう あきがけにしきせん）は、山口県岩国市を通る一般県道である。

## 概要
岩国市美和町秋掛から岩国市錦町深川に至る。

### 路線データ
- 起点：岩国市美和町秋掛（山口県道・広島県道2号岩国佐伯線交点）
- 終点：岩国市錦町深川（国道434号交点）
- 通行不能区間：岩国市本郷町西黒沢（岩国市道で迂回可能）

## 歴史
- 1958年（昭和33年）10月1日 - 山口県告示第644号の2により認定される。
- 1972年（昭和47年） - 山口県の県道番号再編により現行の路線番号に変更される。
- 2006年（平成18年）3月20日 - 岩国市と玖珂郡の町村（和木町を除く）が対等合併して改めて岩国市が発足したことに伴い全線が岩国市域のみを通る路線になり、併せて起終点の地名表記が変更される。

## 路線状況

### 重複区間
- 山口県道59号岩国錦線（岩国市本郷町本郷）

### 道路施設

#### トンネル
- 鶯笛（ほおてき）隧道：延長32 m、1924年（大正13年）竣工、岩国市錦町深川

## 地理

### 通過する自治体
- 山口県
  - 岩国市

### 交差する道路
| 交差する道路                      | 交差する場所 | 交差する場所 |
| --------------------------------- | ------------ | ------------ |
| 山口県道・広島県道2号岩国佐伯線   | 美和町秋掛   | 起点         |
| 山口県道59号岩国錦線 重複区間起点 | 本郷町本郷   |              |
| 山口県道59号岩国錦線 重複区間終点 | 本郷町本郷   |              |
| 山口県道131号本郷五味線           | 本郷町本郷   |              |
| 通行不能区間                      |              |              |
| 国道434号                         | 錦町深川     | 終点         |

### 沿線
- 秋中郵便局
- 岩国市立本郷小学校
- 岩国市立本郷中学校
- 岩国市役所 本郷総合支所
- 岩国市役所 深須出張所
- 中国自然歩道
- 国鉄岩日北線（未成線）跡